# Independent Spirit Awards 1992
Die siebte Verleihung der Independent Spirit Awards fand 1992 statt.

## Zusammenfassung
Bester Film wurde Martha Coolidges Die Lust der schönen Rose (Rambling Rose), der noch zwei weitere Preise erhielt. Stärkste Konkurrenz war Gus Van Sants My Private Idaho, der für sechs Preise nominiert war und drei gewann. Martha Coolidge gewann den Regiepreis gegen Gus Van Sant und die beiden Newcomer Richard Linklater und Todd Haynes, deren Filme Rumtreiber (Slacker) und Poison für den besten Debütfilm nominiert waren, aber nicht gewannen. Jane Campion errang im zweiten Jahr nacheinander den Preis für den besten ausländischen Film, sie schlug erneut Mike Leigh, aber auch Krzysztof Kieślowski mit Die zwei Leben der Veronika (La double vie de Véronique).

## Gewinner und Nominierte

### Bester Film
Die Lust der schönen Rose (Rambling Rose) – Renny Harlin
Hangin’ Out – 4 Homeboys unterwegs (Hangin' with the Homeboys) – Richard Brick
Homicide – Mordkommission (Homicide) – Michael Hausman, Edward R. Pressman
My Private Idaho (My Own Private Idaho) – Laurie Parker
Stadt der Hoffnung (City of Hope) – Sarah Green, Maggie Renzi

### Bester Debütfilm
Straight Out of Brooklyn – Matty Rich
Douglas Street – Das Chamäleon (Chameleon Street) – Wendell B. Harris Jr.
Dunkle Erleuchtung (The Rapture) – Michael Tolkin, Karen Koch, Nancy Tenenbaum, Nick Wechsler
Poison – Todd Haynes, Christine Vachon
Rumtreiber (Slacker) – Richard Linklater

### Bester Hauptdarsteller
River Phoenix – My Private Idaho (My Own Private Idaho)
Doug E. Doug – Hangin’ Out – 4 Homeboys unterwegs (Hangin' with the Homeboys)
Robert Duvall – Die Lust der schönen Rose (Rambling Rose)
Gary Oldman – Rosenkranz und Güldenstern (Rosencrantz and Guildenstern are Dead)
William Russ – Sein letztes Spiel (Pastime)

### Beste Hauptdarstellerin
Judy Davis – Verliebt in Chopin (Impromptu)
Patsy Kensit – Twenty-One
Mimi Rogers – Dunkle Erleuchtung (The Rapture)
Lili Taylor – Eine unhimmlische Mission (Bright Angel)
Lily Tomlin – The Search for Signs of Intelligent Life in the Universe

### Bester Nebendarsteller
David Strathairn – Stadt der Hoffnung (City of Hope)
William H. Macy – Homicide – Mordkommission (Homicide)
John Malkovich – Geboren in Queens (Queens Logic)
George T. Odom – Straight Out of Brooklyn
Glenn Plummer – Sein letztes Spiel (Pastime)

### Beste Nebendarstellerin
Diane Ladd – Die Lust der schönen Rose (Rambling Rose)
Sheila McCarthy – Eine unhimmlische Mission (Bright Angel)
Deirdre O’Connell – Sein letztes Spiel (Pastime)
Emma Thompson – Verliebt in Chopin (Impromptu)
Mary B. Ward – Hangin’ Out – 4 Homeboys unterwegs (Hangin' with the Homeboys)

### Beste Regie
Martha Coolidge – Die Lust der schönen Rose (Rambling Rose)
Todd Haynes – Poison
Richard Linklater – Rumtreiber (Slacker)
Gus Van Sant – My Private Idaho (My Own Private Idaho)
Joseph B. Vasquez – Hangin’ Out – 4 Homeboys unterwegs (Hangin' with the Homeboys)

### Bestes Drehbuch
Gus Van Sant – My Private Idaho (My Own Private Idaho)
Floyd Bryars, Fritjof Capra – Wendezeit (Mindwalk)
Lem Dobbs – Kafka
Michael Tolkin – Dunkle Erleuchtung (The Rapture)
Joseph B. Vasquez – Hangin’ Out – 4 Homeboys unterwegs (Hangin' with the Homeboys)

### Beste Kamera
Walt Lloyd – Kafka
Roger Deakins – Homicide – Mordkommission (Homicide)
Eric Alan Edwards, John J. Campbell – My Private Idaho (My Own Private Idaho)
Johnny E. Jensen – Die Lust der schönen Rose (Rambling Rose)
Tom Richmond – Sein letztes Spiel (Pastime)

### Beste Filmmusik
Bill Stafford – My Private Idaho (My Own Private Idaho)
David Chackler, Joel Sill – Hangin’ Out – 4 Homeboys unterwegs (Hangin' with the Homeboys)
Jim Dunbar, Randall Poster – A Matter of Degrees
Marcos Loya, Nigel Holton – Kiss me a Killer – Tödliche Begierde (Kiss Me a Killer)
Harold Wheeler – Straight Out of Brooklyn

### Bester ausländischer Film
Ein Engel an meiner Tafel (An Angel at my Table) – Jane Campion
Life is Sweet – Mike Leigh
Requiem für Dominic – Robert Dornhelm
Taxi Blues (Taksi-Blyuz) – Pawel Lungin
Die zwei Leben der Veronika (La double vie de Véronique) – Krzysztof Kieślowski